# Intermezzo (videogiochi)

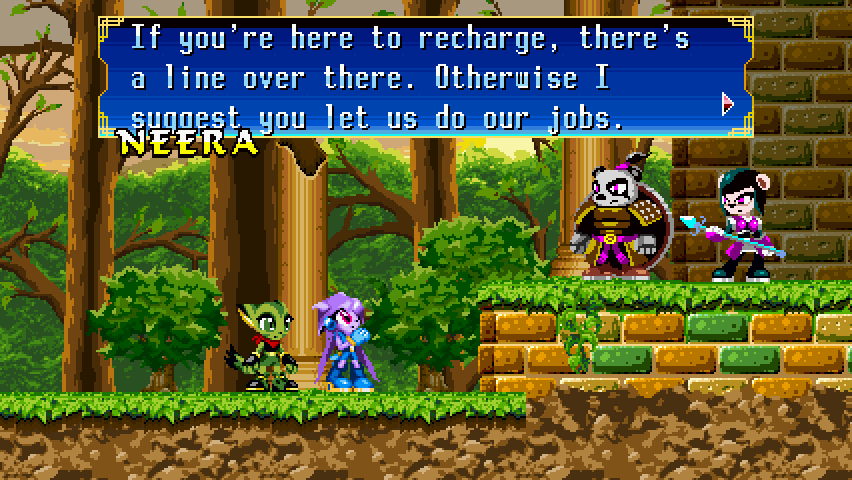
Un intermezzo di Freedom Planet

Nei videogiochi un intermezzo è una fase non interattiva che interrompe temporaneamente il gioco vero e proprio in determinate situazioni, spesso tra un livello e l'altro, e può essere soltanto osservata come spettatore dal giocatore. Un intermezzo ha scopo decorativo e di intrattenimento passivo, ma può rappresentare anche una ricompensa all'abilità del giocatore per essere riuscito a superare un livello, e può servire a raccontare la trama del videogioco, far comprendere meglio gli eventi, creare suspense, e dare informazioni utili ad affrontare le successive fasi giocabili.
È usato anche il termine inglese cutscene (pron. /ˈkʌtsiːn/), attestato in almeno un dizionario di inglese, sebbene secondo la International Game Journalists Association la grafia corretta sarebbe cut scene.

## Contenuti
Un intermezzo è costituito tipicamente da una scena animata, ma si può realizzare con qualsiasi mezzo narrativo utilizzabile nei videogiochi, come immagini statiche e testo scritto o parlato. 
Le scene animate si possono raggruppare principalmente in due categorie: scene pre-renderizzate, ossia video generati come sequenze di fotogrammi indipendentemente dal programma del gioco (full motion video), e scene generate direttamente nel gioco, sfruttando lo stesso motore grafico delle fasi giocabili. La complessità delle scene animate varia molto e può comprendere riprese con veri attori digitalizzate, animazione 2D o 3D (CGI), uso di motori grafici preesistenti (machinima), aggiunta di doppiaggio e sottotitoli o fumetti, e combinazioni di più tecniche. 
Normalmente gli intermezzi di durata non trascurabile possono essere interrotti dall'utente quando lo desidera.

## Storia
Storicamente, il primo utilizzo degli intermezzi è comunemente attribuito all'arcade Pac-Man (1980), che presenta tre brevi scene animate tra i livelli; in questo caso non c'è una trama, ma si tratta di scenette comiche con Pac-Man e uno dei fantasmi, realizzate con gli sprite del gioco. Tuttavia scenette ancora più brevi erano state utilizzate poco prima in Space Invaders Part II (variante di Space Invaders, uscita nel 1979 in Giappone), dove un alieno fugge su un disco volante dopo ogni livello.
Un altro esempio molto precoce che risale ai mainframe è The Sumerian Game (1964), dotato di introduzioni audiovisive, tuttavia non è un videogioco propriamente detto in quanto basato su telescrivente, proiettore di diapositive e sonoro su audiocassetta.
Dopo Pac-Man il concetto continuò a diffondersi, ma le possibilità dei sistemi di allora erano limitate; gli intermezzi ebbero notevole aumento di complessità con l'avvento dei CD-ROM, che disponevano di memoria in abbondanza per scene lunghe ed elaborate. A metà anni '90 erano diventate quasi d'obbligo in un gioco commerciale.